# Instytut Nauk Geologicznych Polskiej Akademii Nauk
Instytut Nauk Geologicznych Polskiej Akademii Nauk (ING PAN) – instytut naukowy Polskiej Akademii Nauk z siedzibą w Warszawie i ośrodkami badawczymi w Krakowie, Warszawie i we Wrocławiu.

## Badania naukowe
Swoją działalność merytoryczną ING PAN koncentruje na prowadzeniu prac naukowych zarówno w obszarze badań podstawowych (zrozumienie działania i przemian geosystemu), jak i badań stosowanych. Należą do nich głównie: badania dynamiki ewolucji geosystemu oraz systemów pozaziemskich ze szczególnym uwzględnieniem metod geochemicznych (w tym izotopowych), metod mikropaleontologicznych, sedymentologicznych, z zakresu geologii strukturalnej i geofizyki, paleomagnetyzmu i modelowania geologicznego.
Przedmiotem badań w instytucie są również zmiany klimatyczne poprzez interdyscyplinarne badania dynamiki zmian rezerwuarów Ziemi, a także zagadnienia z zakresu racjonalnego gospodarowania zasobami Ziemi, rozpoznanie procesów powstawania złóż, wpływ technologii eksploatacji złóż na jakość środowiska, badania nad surowcami energetycznymi, ilastymi oraz badania zasobów wód.
Instytut działa także w zakresie badań geośrodowiskowych, monitorujących bezpośrednio jakość życia lokalnych społeczności, oraz paleośrodowiskowych, dostarczających wiedzy społeczeństwu o ewolucji i zmianach warunków kształtowania systemu biotycznego i abiotycznego.

## Struktura
Instytut dysponuje ogółem 11 zespołami badawczymi, w tym 4 laboratoriami (Isochron, Claylab w ośrodku w Krakowie, oraz LUT i Isolab w ośrodku w Warszawie).